# Goito (1887)
Goito – krążownik torpedowy, okręt prototypowy typu Goito, zbudowany dla włoskiej Regia Marina pod koniec lat 80. XIX wieku.
Okręt zbudowano w stoczni Cantiere navale di Castellammare di Stabia. Został uzbrojony w kilka dział małego kalibru, ale jego główną bronią było pięć wyrzutni torped kal. 356 mm. Mógł poruszać się z prędkością maksymalną 18 węzłów. Służbę spędził w składzie głównej floty włoskiej. Na początku wypełniał głównie zadania szkoleniowe. Służbę pierwszoliniową zakończył w roku 1897, gdy został przebudowany na stawiacz min, ale nadal uczestniczył w ćwiczeniach floty. W czasie I wojny światowej „Goito” stawiał defensywne zapory minowe na Adriatyku. Sprzedany na złom w roku 1920 i rozebrany.
Klasyfikowany też jako kanonierka torpedowa; koszt budowy wyniósł wynosił równowartość ówczesnych 70 680 funtów.

## Projekt
„Goito” miał długość całkowitą 73,4 m, szerokość 7,88 m i średnie zanurzenie 3,6 m, zaś wyporność normalna wynosiła 829 ton metrycznych (816 długich ton; 914 krótkich ton). Jego system napędowy składał się z trzech silników parowych, z których każdy napędzał osobną śrubę napędową. Pary dostarczało sześć kotłów opalanych węglem. Dokładne dane na temat wydajności siłowni nie przetrwały, ale okręty typu Goito mogły płynąć z prędkością maksymalną około 18 węzłów przy mocy od 2500 do 3180 ihp. „Goito” miał zasięg 1100 mil morskich przy prędkości 10 węzłów. Liczebność załogi wahała się pomiędzy 105 a 121 ludzi.
Główne uzbrojenie „Goito” stanowiło pięć wyrzutni torped kal. 356 mm. Był także wyposażony w pięć dział kal. 57 mm L/40, dwa działa kal. 37 mm L/29 i trzy działa rewolwerowe Hotchkiss kal. 37 mm. Wszystkie działa były zamontowane na pojedynczych podstawach. Okręt był wyposażony w pancerz pokładowy o grubości 38 mm.

## Służba
Krążownik został zbudowany w stoczni Cantiere navale di Castellammare di Stabia. Jego stępkę położono we wrześniu 1885, a kadłub został zwodowany 6 lipca 1887. Ukończony 16 lutego 1888 i wcielony do służby jako pierwsza jednostka swojego typu. Tego roku wziął udział w corocznych manewrach floty, wraz z pięcioma okrętami pancernymi (ang ironclad), krążownikiem pancernopokładowym, krążownikami torpedowymi „Tripoli”, „Saetta” i „Folgore” oraz wieloma mniejszymi jednostkami. Manewry składały się z rejsów w ścisłym szyku oraz symulowanego ataku/obrony portu La Spezia. W tym samym roku okręt był obecny podczas przeglądu morskiego przeprowadzanego przez cesarza niemieckiego Wilhelma II podczas jego wizyty we Włoszech.
Okręt służył w 3 Dywizjonie podczas manewrów floty w 1893, wraz z okrętami pancernymi „Affondatore” i „Enrico Dandolo” oraz czterema torpedowcami. Podczas ćwiczeń, trwających od 6 sierpnia do 5 września, symulował atak francuskiej floty na włoską. W kolejnym roku wziął udział w ćwiczeniach jako część 1 Dywizjonu, wraz z okrętem pancernym „Re Umberto” i krążownikiem pancernopokładowym „Stromboli”. W tym roku okręt przeszedł przebudowę – jego kotły opalane węglem zostały zastąpione na model opalany paliwem płynnym, a jego środkowy silnik i śruba napędowa zostały usunięte.  Jego silniki produkowały wtedy moc 2521 ihp co pozwalało na osiągnięcie prędkości 17,2 węzła.
W 1895 „Goito” stacjonował w 2 Departamencie Morskim obejmującym Tarent i Neapol. Był tam przydzielony wraz z większością włoskich krążowników torpedowych – wchodziły w skład sił siostrzane „Monzambano”, „Montebello”, „Confienza” oraz osiem jednostek typu Partenope i „Tripoli”. „Goito” został przerobiony w 1897 na stawiacz min. Jego wyrzutnie torpedowe zostały usunięte, zainstalowano natomiast sprzęt potrzebny do obsługi sześćdziesięciu min morskich. W 1898 „Goito” został przydzielony do eskadry rezerwowej, w skład której wchodziły okręty pancerne „Lepanto”, „Francesco Morosini”, „Ruggiero di Lauria” oraz trzy krążowniki pancernopokładowe. W kolejnym roku okręt wrócił do służby pierwszoliniowej, gdzie służył wraz z sześcioma okrętami pancernymi, krążownikiem pancernym „Vettor Pisani”, krążownikiem pancernopokładowym „Lombardia” oraz krążownikiem torpedowym „Calatafimi”. W czasie manewrów floty w 1907 „Goito” został przydzielony do głównej floty by kłaść miny w pobliżu symulowanej wysuniętej bazy floty, która miała być utworzona podczas ćwiczeń.
W momencie wybuchu wojny Włoch z Turcją we wrześniu 1911 „Goito” stacjonował w Wenecji wraz z „Tripoli” i „Montebello”. Żadna jednostka nie brała udziału w walkach wojny. Włochy na początku I wojny światowej zadeklarowały neutralność, ale w lipcu 1915 Ententa przekonała Włochów do przystąpienia po ich stronie do walk z państwami centralnymi. Admirał Paolo Thaon di Revel, włoski głównodowodzący marynarką, wierzył, że zagrożenie ze strony austro-węgierskich okrętów podwodnych i min morskich w płytkich wodach Adriatyku były zbyt dużym zagrożeniem by używać floty w aktywny sposób. Zamiast tego Revel zdecydował wprowadzić blokadę na bezpieczniejszych, jego zdaniem, wodach południowego Adriatyku, podczas gdy mniejsze jednostki przeprowadzały rajdy na jednostki austro-węgierskie i instalacje nabrzeżne. „Goito”, w ramach wspierania tej strategii, początkowo został użyty do stworzenia serii obronnych pól minowych, wraz z krążownikami torpedowymi „Partenope” i „Minerva”. Okręt pozostał w służbie do początku 1920 roku. Został skreślony z listy jednostek floty 15 marca 1920 i następnie zezłomowany.